# Heimburg
Heimburg ist ein Ortsteil der Stadt Blankenburg (Harz) im Landkreis Harz in Sachsen-Anhalt.

## Geografische Lage
Heimburg liegt am Nordharz, etwa 5 km nordwestlich der Kernstadt von Blankenburg (Harz) am alten Verlauf der Bundesstraße 6 in Richtung Wernigerode.
Unmittelbar nördlich des Dorfs liegt eine Anhöhe, auf der sich die Überreste der ehemaligen Burg Heimburg, auch Altenburg genannt, und ein Aussichtspunkt befinden. Zudem liegt Heimburg am Fuß der Hügelkette von Ziegenberg (315,7 m) und Struvenberg (305,7 m), die sich in Richtung Nordwesten bis Benzingerode hinzieht, einen guten Ausblick auf das Harzvorland bietet und vom Naturschutzgebiet Ziegenberg bei Heimburg eingenommen wird.

## Geschichte
Die Heimburg wurde 1073 erstmals urkundlich erwähnt, die an ihrem Fuße entstandene Hörigensiedlung 1256. Nach dem Verlust einer mehrere Generationen dauernden Fehde zwischen Heimburg und Regenstein übernahmen die Grafen von Regenstein die Burg Heimburg. Eine Linie dieser Grafen nannte sich danach von Regenstein-Heimburg. Im 16. Jahrhundert wurde die Burg mehrfach verpfändet und nach Zerstörungen im Dreißigjährigen Krieg kam es zu keinen Erneuerungen mehr, sodass die Burg vollständig zerfiel und als Steinbruch für Baumaterial genutzt wurde. Nach dem Erlöschen des Geschlechts der Regensteiner 1599 fiel das Lehen an deren Lehnsherr, den Herzog von Braunschweig, zurück.
Heimburg wurde nach einem Angriff durch Jagdbomber am 20. April 1945 von US-Truppen besetzt. Anfang Juli 1945 wurde es Teil der Sowjetischen Besatzungszone (SBZ) und ab 1949 der DDR.
Zu DDR-Zeiten wurde im Ort ein Kinder-Ferienlager errichtet.
Heimburg gehörte bis 1945 zum braunschweigischen Landkreis Blankenburg und gelangte 1952 an den Kreis Wernigerode im Bezirk Magdeburg. Seit dem Inkrafttreten der Kreisgebietsreform am 1. Juli 2007 gehört Heimburg zum Landkreis Harz.
Am 1. Januar 2010 wurde die bis dahin selbstständige Gemeinde Heimburg zusammen mit den Gemeinden Cattenstedt, Hüttenrode, Wienrode und Timmenrode sowie der Stadt Derenburg in die Stadt Blankenburg (Harz) eingemeindet.

## Wappen
Das Wappen wurde am 15. Oktober 1993 durch das Regierungspräsidium Magdeburg genehmigt.
Blasonierung: „Schräglinksgeteilt von Silber über Gold; oben eine rote Hirschstange, unten drei rote Balken.“
Die Hirschstange stellt die Zugehörigkeit des Ortes zur Grafschaft Regenstein seit dem 13. Jahrhundert dar, der untere Teil des Wappens symbolisiert die Farben des Familienwappens derer von Heimburg.

## Verkehr
Es bestehen Busverbindungen mit den Harzer Verkehrsbetrieben in die umliegenden Orte und ein gut ausgebautes Straßennetz. Östlich des Dorfs besteht eine Auffahrt zur Bundesautobahn 36 und der Abzweig einer Verbindungsstraße nach Derenburg. In der Ortschaft führt südlich eine Straße am Kloster Michaelstein vorbei zum Blankenburger Stadtteil Oesig.

## Sehenswürdigkeiten

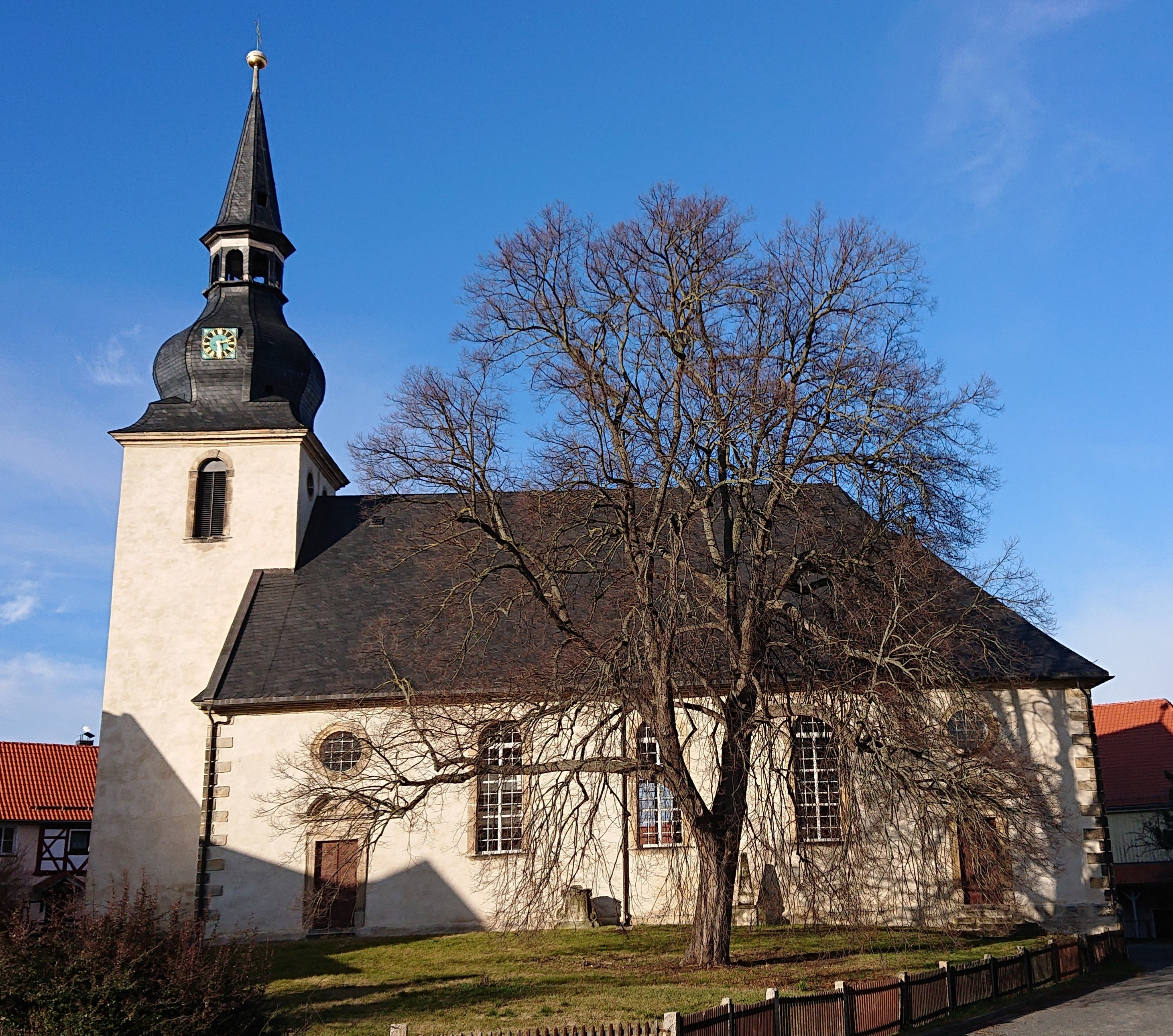
Evangelische Kirche

- Kirche zur Heiligen Dreifaltigkeit (Heimburg)